# 統一左翼 (サンマリノ)
統一左翼（とういつさよく、イタリア語: Sinistra Unita）は、かつて存在したサンマリノの左翼政党である。
2006年8月2日、サンマリノ共産党（再建派）と左翼党によって、選挙連合として立ち上げられた。2006年の大評議会選挙では得票率8.67パーセントで、5議席を獲得した。社会民主党および人民同盟と連立を組み、与党の一員となった。
人民同盟の離脱により連立が崩壊した直後の2008年の大評議会選挙では、選挙連合「改革と自由」の一員となり、5議席を維持した。
選挙連合の成果が評価され、2012年に両党は合併して正式に1つの党となった。同年の大評議会選挙で統一左翼は、結党したばかりだったCivic10と「アクティブ・シチズンシップ」と呼ばれる左派同盟を結成し、16%の票と9の議席を獲得した。統一左翼自体は5議席を維持した。
2016年の総選挙では、第2回投票で過半数を獲得し政権を獲得した連合「Adesso.sm」の一翼を担った。
2017年11月10日に解散し、新党である民主社会主義左翼 (SSM) に合流した。